# Força Marítima Europeia
A Força Marítima Europeia (EUROMARFOR ou EMF) é uma força militar multinacional não-permanente. A EUROMARFOR tem a capacidade de realizar operações aéreas, navais e anfíbias. 
A força foi formada em 1995 para cumprir missões definidas na Declaração de Petersburgo, tais como o controle do mar, missões humanitárias, operações de paz, operações de resposta às crises, e imposição da paz. Os seus países membros são a França, Itália, Portugal e Espanha. Embora a EUROMARFOR consiste nesses quatro países, está aberto a outras nações da UE.
Dedicado prioritariamente à União Europeia (UE), a EUROMARFOR pode ser implantada tanto em um ambiente da OTAN, agindo como parte do ramo europeu da OTAN, ou atuando sobre o mandato de outras organizações internacionais, como as Nações Unidas, a Organização para a Segurança e Cooperação na Europa, ou qualquer outra coalizão multinacional.